# 新泰圖書室

新泰圖書室

新泰圖書室是新北市新莊區私人圖書館，位處公園一路112號全坤峰景觀峰大樓，相鄰新泰國小及四層樓建築新泰活動中心，由新莊市市長許炳崑建立，約五十坪。
尚未列入新北市立圖書館行列。新北市立圖書館館長稱其尚須與新莊區區長協調，無法由館方決定。

## 簡史
由許炳崑提倡，鑒於學童讀書環境缺乏。並由全坤建設董事長李隆廣協助。出借五十坪，無條件提供。

## 館內
設有閱報期刊區、書庫、自修室。採光良好，但書籍不可借出。接受捐書。藏書約四千冊。

## 外部來源
- 新莊區公所-市民活動中心